# Oreodera griseozonata
Oreodera griseozonata är en skalbaggsart som beskrevs av Bates 1861. Oreodera griseozonata ingår i släktet Oreodera och familjen långhorningar. Inga underarter finns listade i Catalogue of Life.